# Jadwiga Ptach
Jadwiga Ptach (ur. 14 grudnia 1902 w Żukowie, zm. 26 marca 1968 tamże) – polska hafciarka specjalizująca się w hafcie kaszubskim, czołowa hafciarka Kaszub.
Odegrała wielką rolę w adaptowaniu do ludowych serwet wzorów ze skarbca ponorbertańskiego w żukowskim kościele. Jej prace nagradzano za wysoki poziom artystyczny i autentyczność tradycji. Część z nich trafiła do Muzeum w Gdańsku-Oliwie. Była więziona w obozie koncentracyjnym Ravensbrück. Jej grób znajduje się w Żukowie, a przy ul. Gdyńskiej w tym mieście jest tablica poświęcona m.in. jej pamięci.